# Клаксон, Джеймс
Джеймс Питер Тимоти Кла́ксон (англ. James Peter Timothy Clackson; род. 13 сентября 1966, Глостер) — британский лингвист-индоевропеист, профессор сравнительной филологии на факультете классической филологии Кембриджского университета, а также научный сотрудник и директор по науке в Колледже Иисуса в Кембридже.

## Биография
Окончил гимназию в Лафборо, а затем Тринити-колледж, где получил степени бакалавра (1988) и магистра, а в 1992 г. защитил докторскую диссертацию, которая послужила основой для его первой книги «Языковые отношения между армянским и греческим языками», вышедшей в 1994 году. Его исследовательские интересы включают древние языки итальянского полуострова (латынь, этрусский, оскско-умбрские), индоевропейское языкознание, латинское языкознание, греческое языкознание и армянское языкознание.
Клаксон был младшим научным сотрудником Тринити-колледжа в Кембридже с 1991 по 1995 год, преподавал классическую филологию в Кембриджском университете с 1997 по 2012 год и читал курс сравнительной филологии с 2012 по 2016 год. В 2001 году он был удостоен премии Филипа Леверхалма. В настоящее время он является редактором журнала Transactions of the Philological Society — старейшего непрерывно выходящего лингвистического журнала.

## Книги
- The Linguistic Relationship between Armenian and Greek (Oxford, 1994)
- Indo-European Word Formation (Copenhagen, 2004) — соредактор, вместе с Б. А. Олсен
- The Blackwell History of the Latin Language (Oxford, 2007) — в соавторстве с Дж. Хорроксом
- Indo-European Linguistics: An Introduction (Cambridge, 2007)
- A Companion to the Latin Language (Malden MA, 2011) — редактор
- Language and Society in the Greek and Roman Worlds (Cambridge, 2015)